# 毛利 (江東區)
毛利（日语：／ Mōri */?）是東京都江東區的地名。郵遞區號為135-0001。

## 地理
位於東京都江東區北部，屬深川地域。北與西鄰墨田區江東橋，東接江東區大島，南連江東區住吉。町域西邊有橫十間川。此外，地區西部的毛利二丁目大半屬猿江恩賜公園。

## 歷史
1722年（享保7年）隼町的毛利藤左衛門此地開發毛利新田。1734年（享保19年）幕府設置木材場，明治屬皇室所有。
1891年（明治24年）編入深川本村町，1934年（昭和9年）本村町與猿江裏町合併成立毛利町。1947年（昭和22年）為江東區深川毛利町。1968年（昭和43年）實施住居表示，成立毛利一、二丁目。

### 地名由來
因本町前身的本村町屬毛利新田的一部分而得名。

## 交通

### 道路、橋梁
道路
- 東京都道、千葉縣道50號東京市川線（新大橋通）
- 東京都道465號深川吾嬬線（四目通）

## 設施
- 江東區立毛利小學校
- 江東區立深川第七中學校
- 猿江恩賜公園

## 備註
1. ↑  江東区の世帯と人口（住民基本台帳による） 区民部区民課 平成25年8月1日現在[永久]
2. ↑  江東區の地名由来-江東區地域振興部文化観光課文化財係 的存檔，存档日期2013-07-19.，2012年5月30日閲覧。

## 外部連結
- 江東區官方網站 （页面存档备份，存于）